# اتا شاه تخته بی
اتا شاه تخته بی به انگلیسی Eta Carinae B یک غول آبی است که در قبل ستاره ای بزرگ اندازه مو قیفاووس بوده که مواد خود را به بیرون پرتاب کرد تا به یک ستاره ای با 40 جرم خورشیدی شده این ستاره دیده نمی شود زیرا در گاز های اطراف همدم بزرگ ترش پنهان شده و کارش این است که گاز های اطراف همدمش را گرم کند این ستاره چند میلیون سال پیش باید می مرد ولی از ابرنواختر جان سالم به  در برد این ستاره قبلا ستاره ای از نوع OB بوده که به ابرغول سرخ تبدیل شده تبدیل به ابرنواختر شده و به دلیل غنی اکسیژن سطح آن اکسید و به رنگ آبی تغییر یافت ولی این پایان نبود ستاره دوام اورد 

این ستاره با انفجار ابرنواختری به زندگی خود پایان خواهد داد

## نام ها
اسم های این ستاره به فارسی کوه همدم است 

## جستار های وابسته
اتا شاه تخته
غول آبی